# Друштвена акција
Друштвена акција је у социологији, организовани вид извођења неке активности у оквиру институционализованог система која је усмерена ка постизању неког заједничког циља. Акције овог типа могу бити краткорочне, али често добијају и дугорочну оријентацију када су промене повезане не само са побољшањем услова живота већ и са променом ставова и свести људи како би промене од њих биле подржане и прихваћене. Најважнији услов за то је мотивација и лични допринос највећег броја појединаца социјалне заједнице. Према Максу Веберу: „Акција је 'друштвена' утолико што њено субјективно значење узима у обзир понашање других и тиме је оријентисано у свом току.”

## Макс Вебер
Основни концепт је првенствено развијен у непозитивистичкој теорији Макса Вебера да би се посматрало како се људска понашања односе на узрок и последицу у друштвеном домену. За Вебера, социологија је проучавање друштва и понашања и стога мора да гледа у срце интеракције. Теорија друштвеног деловања, више од структуралних функционалистичких позиција, прихвата и претпоставља да људи варирају своје акције у складу са друштвеним контекстом и како ће то утицати на друге људе; када потенцијална реакција није пожељна, акција се у складу с тим модификује. Акција може значити или основну акцију (ону која има значење) или напредну друштвену акцију, која не само да има значење већ је усмерена на друге актере и изазива акцију (или, можда, неделовање).
[Социологија је] ... наука чији је циљ да протумачи значење друштвене акције и на тај начин да узрочно објашњење начина на који се акција одвија и ефеката које производи. Под 'радњом' у овој дефиницији се мисли на људско понашање када и у мери у којој га агент или агенти виде као субјективно смислено... значење на које се позивамо може бити или (а) значење које је заправо намеравао појединац агент у одређеној историјској прилици или број агената у приближном просеку у датом скупу случајева, или (б) значење које се приписује агенту или агенсима, као типовима, у чистом типу конструисаном апстрактно. Ни у једном случају о 'значењу' не треба размишљати као на неки начин објективно 'тачно' или 'тачно' према неком метафизичком критеријуму. Ово је разлика између емпиријских наука о деловању, као што су социологија и историја, и било које врсте априорне дисциплине, као што су јуриспруденција, логика, етика или естетика чији је циљ да из свог предмета извуку „тачно“ или „ваљано“ значење.—  Макс Вебер Природа друштвене акције 1922, 
Термин је практичнији и свеобухватнији од „друштвених феномена” Флоријана Знањецког, пошто појединац који врши друштвену акцију није пасиван, већ пре активан и реактиван. Иако је сам Вебер користио реч 'агенција', у модерним друштвеним наукама овај термин се често присваја уз дато прихватање Веберовских концепција друштвеног деловања, осим ако дело не намерава да направи директну алузију. Слично, 'рефлексивност' се обично користи као скраћеница да се односи на кружни однос узрока и последице између структуре и деловања који је Вебер био саставни део хипотезе.

## Типови
Рационалне акције (познате и као вредносно-рационалне радње, wertrational): радње које се предузимају зато што воде ка вредном циљу, али без размишљања о његовим последицама и често без разматрања прикладности средстава која су изабрана да би се постигао ('циљ оправдава средство'). Вредносно рационално или инструментално рационално друштвено деловање дели се у две групе: рационално разматрање и рационално усмерење. Рационално разматрање је када се секундарни резултати рационално узимају у обзир. Ово се такође сматра алтернативним средством када су престале секундарне последице. Одређивање овог средства деловања је прилично тешко, те чак и некомпатибилно. Рационална оријентација је способност препознавања и разумевања одређених медија под заједничким условима. Према Веберу, хетерогеним актерима и групама које се такмиче тешко је да се нађу на одређеном медију и разумеју заједничку друштвену акцију.‍:11–17
Инструментално деловање (познато и као однос вредности, инструментално рационално, циљно-инструментално, zweckrational): радње које се планирају и предузимају након процене циља у односу на друге циљеве и након темељног разматрања различитих средстава (и последица) за његово постизање. Пример би био средњошколац који се спрема за живот као правник. Студент зна да је да би ушао на колеџ, неопходно да полаже одговарајуће тестове и попуни одговарајуће уписне формуларе, а да затим добро прође на колеџу како би се уписао на правни факултет и на крају остварио свој циљ да постану адвокат. Ако студент одлучи да не ради марљиво на колеџу, зна да ће бити тешко уписати правни факултет и на крају постићи циљ да буде правник. Стога ученик мора да предузме одговарајуће кораке да би постигао крајњи циљ.‍:26, 399–4004
Други пример би била већина економских трансакција. Релација вредности је подељена на подгрупе команде и захтеви. Према закону, људи добијају команде и морају да користе цео систем приватних закона да расчлане централну власт или доминацију у законским правима која грађани имају. Захтеви могу бити засновани на правди или људском достојанству само зарад моралности. Ови захтеви су представљали неколико проблема, чак је и правни формализам стављен на искушење. Чини се да ови захтеви оптерећују друштво и понекад га могу учинити неморалним.
Приступ религији рационалног избора повлачи блиску аналогију између религије и тржишне економије. Верске фирме се такмиче једна против друге у понуди верских производа и услуга потрошачима, који бирају између фирми. У мери у којој постоји много верских фирми које се такмиче једна против друге, оне ће тежити да се специјализују и удовоље посебним потребама неких сегмената религиозних потрошача. Ова специјализација и удоваољавање заузврат повећавају број верских потрошача који се активно баве верском економијом. Ова тврдња је потврђена у бројним емпиријским студијама.
Познато је да су строге цркве јаке и у расту у савременим Сједињеним Државама, док либералне опадају. За Јанаконеово религиозно искуство је заједничко произведено колективно добро. Тако се чланови цркве суочавају са проблемом колективне акције. Строге цркве, које својим припадницима често намећу скупе и езотеричне захтеве, у стању су да реше овај проблем уклањањем потенцијалних слободних стрелаца, пошто би се само веома посвећени придружили цркви суочени са таквим захтевима. У складу са идејом да је религиозно искуство колективно добро, Јанакон et al. показују да цркве које извлаче више ресурса од својих чланова (у облику времена и новца) имају тенденцију да расту у чланству.
Афективна акција (позната и као емоционалне радње): радње које се предузимају због „нечијих емоција, да би се изразила лична осећања. На пример, навијање након победе, плакање на сахрани били би афективне радње. Афективни су подељени у две подгрупе: неконтролисана реакција и емоционална напетост. У неконтролисаном реаговању нема обуздавања и нема дискреције. Особа са неконтролисаном реакцијом постаје мање склона да разматра осећања других људи колико своја. Емоционална напетост потиче од основног веровања да је особа недостојна или немоћна да оствари своје најдубље тежње. Када тежње нису испуњене, долази до унутрашњег немира. Често је тешко бити продуктиван у друштву због неиспуњеног живота. Емоција се често занемарује због концепата у сржи теорије размене. Чест пример су бихејвиоралне и рационалне претпоставке избора. Са становишта понашања, емоције су често неодвојиве од казни. 
Емоције
Емоције су нечија осећања као одговор на одређену ситуацију. Постоји шест типова емоција: друштвене емоције, контрачињеничне емоције, емоције изазване оним што се може догодити (често се манифестују као анксиозност), емоције изазване радошћу и тугом (примери који се налазе у одговорима који се обично виде када ученик добије добру оцену и када особа је на сахрани), емоције изазване размишљањем (понекад се манифестују као флешбекови) и на крају емоције љубави и гађења. Сматра се да су све ове емоције неразјашњене. Постоји шест карактеристика које се користе за дефинисање емоција: намерни објекти, валенција, когнитивни претходници, физиолошко узбуђење, тенденције деловања и на крају физиолошки изрази. Аристотел је идентификовао ових шест концепата и још увек су тема појединих дискусија. Макро институционална теорија економског поретка: Никол Бигарт и Томас Бимиш имају мало другачији приступ људским навикама од Макса Вебера. Док је Вебер веровао да је економска организација заснована на структурама од материјалног интереса и идеја, институционални социолози попут Бигартове и Бимиша наглашавају макроинституционалне изворе уређења тржишног капитализма.